# アバランシェダイオード

回路図

アバランシェダイオード（英語：avalanche breakdown diode、略称：ABD）は ダイオードの一種（通常シリコン（珪素）だが、他の半導体から作られることもある）で、特定の逆電圧にてアバランシェ降伏を起こすことにより、電圧リファレンスとして用いられるよう設計されたものである。
ツェナーダイオードやバリスタとは明らかに似た効果を持つが、ツェナーダイオードはツェナー降伏という別の動作メカニズムに依っている。実際にはどのダイオードにも両方の効果が存在するが、ふつうはどちらかが優勢である。典型的には、ツェナーダイオードは数十Vの最大電圧に限定されるが、シリコンアバランシェダイオードには4000Vを超える降伏電圧をもつものもある。バリスタとアバランシェダイオードやツェナーダイオードは開発当初から別の用途として利用されてきた経緯がありカタログやデータシートで記載される内容も異なる場合が多い。バリスタのほうが静電容量が100倍近くあるものもあり、バリスタがサージ防止目的で利用されるのに対しツェナーダイオードが基準電圧用途、アバランシェダイオードが主に発信機や検波器用途となる。
主な特徴としてはマイクロ波及びミリ波において発振や増幅が可能である、雑音が多い、10GHz以上で高出力が得られる、大きな熱損失を生じる、などの点がある。

## 用途

### 保護
一般的応用は、電子回路の過電圧からの保護である。アバランシェダイオードは、逆バイアスとなるように回路に接続される。言い換えると、カソードをアノードからみて正電圧となるように接続する。ダイオードはこの配置では不伝導となり、回路に影響を与えない。電圧が設計上限を超えて上昇すると、ダイオードのアバランシェ降伏によって過大電圧はアースに導通される。電圧を事前に決められた最大レベルにクランプするため、このように使われる場合、クランパーダイオードと呼ぶ。通常、アバランシェダイオードの定格は、このクランプ電圧VBRと、一過的最大吸収できる、エネルギーの大きさ(ジュール)あるいは{\displaystyle i^{2}t}によって示される。アバランシェ降伏は、ダイオードが過熱しない限り、破壊的でない。

### RFノイズ生成
アバランシェダイオードはラジオ周波数 (RF) のノイズを生成するので、ラジオ装置のノイズ源として用いられる。たとえば、アンテナ・アナライザブリッジ用RF源としてよく用いられる。アバランシェダイオードはホワイトノイズ生成器にも使われる。